# 夏の少女
「夏の少女」（なつのしょうじょ）は、南こうせつが1977年6月にリリースした3枚目のシングルである。

## 解説
- A面の「夏の少女」は、同年発売のアルバム『今こころのままに』にも収録。この楽曲のタイトルや歌詞にも出てくる「夏の少女」とは当時アイドル歌手でデビュー1年目の榊原郁恵をモデルにしているという。
- B面の「男たちよ」はアルバム未収録だったが、2001年に発売された『かぐや姫メンバーズ大全集』の特典CDにて初CD化され、その後自身のベストアルバム『南こうせつの40曲』にも収録された。
- ジャケットには上半身裸のこうせつの写真が使われており、本作の2年後にリリースされた『旅立つ想い』でも同様の写真が用いられている。

## 収録曲
1. 夏の少女
  - 作詞・作曲:南こうせつ／編曲:水谷公生
2. 男たちよ
  - 作詞:岡本おさみ／作曲:南こうせつ／編曲:木田高介

## 収録アルバム
| 曲名     | アルバム             | 発売日        | 備考              |
| -------- | -------------------- | ------------- | ----------------- |
| 夏の少女 | 『今こころのままに』 | 1977年6月25日 | オリコン最高位1位 |